# Alchemilla xantochlora
Alchemilla xantochlora é uma espécie de rosácea do gênero Alchemilla, pertencente à família Rosaceae.